# Исмаил Ахмед Исмаил
Исмаил Ахмед Исмаил (Картум, 1. новембар 1981) је судански атлетичар специјализован за трку на 800 метара. Исмаил је припадник етничке групе Фур у Дарфуру из западног Судана.
Године 2003. био је првак Афроазијских игара у трци на 800 метара. Учествовао је три пута на Летњим олимпијским играма. 2004. у Атини, 2008. у Пекингуа и 2012. у Лондону. На Олимпијским играма у Пекингу освојио је сребрну медаљу на 800 м и постао први Суданац у историји олимпијских игара који је освојио олимпијску медаљу. У Судану има статус националног хероја. На свечаном отварању Олимпијских игара 2012 у Лондону предводио је малу националну репрезентацију Судана носећи суданску заставу.

## Значајнији резултати
| Година | Такмичење                   | Место                | Пласман | Дисциплина | Резултат |
| Судан  | Судан                       | Судан                | Судан   | Судан      | Судан    |
| ------ | --------------------------- | -------------------- | ------- | ---------- | -------- |
| 2001   | Светско првенство у дворани | Лисабон, Португалија | 26      | 1500 м     | 4:02,79  |
| 2002   | Светско јуниорско првенство | Кингстон, Јамајка    | 5       | 800 м      | 1:47,20  |
| 2003   | Светско првенство           | Париз, Француска     | 18      | 800 м      | 1:47,21  |
| 2003   | Афроазијске игре            | Хајдерабад, Индија   | 1       | 800 м      | 1:46,92  |
| 2004   | Афричко првенство           | Бразавил, Конго      | 3       | 800 м      | 1:45,87  |
| 2004   | Олимпијске игре             | Атина, Грчка         | 8       | 800 м      | 1:52,49  |
| 2004   | Афричке игре                | Алжир, Алжир         | 2       | 800 м      | 1:46,24  |
| 2006   | Афричко првенство           | Бамбус, Маурицијус   | 2       | 800 м      | 1:46,65  |
| 2008   | Афричко првенство           | Адис Абеба, Етиопија | 2       | 800 m      | 1:45,41  |
| 2008   | Афричко првенство           | Адис Абеба, Етиопија | 2       | 4 × 400 м  | 3:04,00  |
| 2008   | Олимпијске игре             | Пекинг, Кина         | 2       | 800 м      | 1:44,70  |
| 2009   | Светско првенство           | Берлин, Немачка      | 24      | 800 м      | НЗ       |
| 2010   | Светско првенство у дворани | Доха, Катар          | 4       | 800 м      | 1:46,90  |
| 2011   | Светско првенство           | Тегу, Јужна Кореја   | 39      | 800 м      | 1:52,33  |
| 2011   | Арапске игре                | Доха, Катар          | 2       | 800 м      | 1:46,60  |
| 2011   | Арапске игре                | Доха, Катар          | 2       | 4 × 400 м  | 3:07,47  |
| 2012   | Светско првенство у дворани | Истанбул, Турска     | 17      | 800 м      | 1:50,72  |
| 2012   | Олимпијске игре             | Лондон, УК           | 34      | 800 м      | 1:48,79  |

## Лични рекорди
отворено
- 400 м, 47,00 — 1. јануар 2008.
- 800 м, 1:43,82 — Атина, 13. јул 2009.
- 1000 м, 2:18,15 — Рабат, 5. јун 2011.
- 1.500 м, 3:41,97 — Пало Алто, 1. мај 2005.

дворана
- 600 м, 1:16,12 — Москва, 7. фебруар 2010.
- 800 м, 1:44,75 — Праг, 26. фебруар 2009.
- 1.500 м, 4:02,79 — Лисабон, 9. март 9. марта 2001